# Долецкий, Станислав Яковлевич
Станислав Яковлевич Доле́цкий (10 ноября 1919 — 8 марта 1994) — детский хирург, писатель, академик АМН СССР. Главный детский хирург Министерства здравоохранения РСФСР. Член Британской Ассоциации детских хирургов (1964) и Международной Ассоциации хирургов (1971). Дважды лауреат государственных премий СССР

## Биография
Родился 10 ноября 1919 года в Москве в семье революционера Якова Долецкого (1888—1937).
В 1941 году поступил в I Московский медицинский институт. Работал хирургом в Таганской больнице № 2 в Москве. В 1943—1945 годах участвовал в Великой Отечественной войне, работал зауряд-врачом, а затем ведущим хирургом полевого передвижного госпиталя 2-го Белорусского фронта.
С 1947 года, после окончания 1-го Московского медицинского института, работал на кафедре детской хирургии 2-го Московского медицинского института ассистентом и доцентом у профессора С. Д. Терновского на базе ДГКБ № 13 имени Н. Ф. Филатова.
В 1950 году защитил кандидатскую диссертацию на тему: «Паховые грыжи у детей».
В 1958 году защитил докторскую диссертацию на тему: «Диафрагмальные грыжи у детей».
В 1958—1959 годах — заведующий кафедрой детской хирургии Ленинградского педиатрического института. С 1959 г. по 1994 г. работал в детской клинической больнице имени И. В. Русакова, ныне Святого Владимира.
С 1960 года — заведующий кафедрой детской хирургии ЦИУВ в Москве, ныне РМАНПО (www.rmapo.ru). Инициировал реорганизацию НИИ педиатрии Минздрава РСФСР и создание в его составе хирургического отделения новорождённых.
В течение 20 лет был председателем секции детской хирургии Всесоюзного общества хирургов.
Скончался 8 марта 1994 года. Похоронен в Москве на Ваганьковском кладбище, на участке № 15 в могиле жены.

## Семья
Жена — Лола Геннадьевна Долецкая (род. 1970), кандидат медицинских наук, детский хирург.
Жена — Кира Владимировна Даниель-Бек (1921—1984), доктор медицинских наук, хирург-онколог.
- Сын — Андрей Станиславович Долецкий (1947—2019), доктор медицинских наук, профессор, анестезиолог-реаниматолог

Внук - Долецкий Артем Андреевич - (1978 - 2017), кандидат медицинских наук, кардиолог
Внучка - Долецкая Варвара Андреевна - (род.1981), экономист
- Дочь —  Елена Станиславовна Долецкая (род. 1955), кандидат филологических наук.

## Награды и премии
- орден Отечественной войны II степени (6.4.1985)
- Серебряный крест Заслуги (Польша)
- 10 медалей
- Государственная премия СССР (1979) — за разработку методов оперативного лечения врождённых и приобретённых болезней раннего детского возраста (2 гос.премии)
- премия АМН СССР по педиатрии имени Н. Ф. Филатова,
- медали ВДНХ СССР

## Труды
Публиковался в журналах «Вопросы охраны материнства и детства», «Хирургия» и «Педиатрия». Автор около 200 научных работ («Ущемлённые паховые грыжи» (1952 год), «Диафрагмальные грыжи у детей» (1960 год), «Гнойно-воспалительные заболевания новорожденных» (1965 год), «Методы исследования системы воротной вены и аорты у детей через пупочные сосуды» (1967), «Общие проблемы детской хирургии» (1984 год) и др.) и нескольких научно-популярных книг.

### Книги
- Рубежи детской хирургии. — М., 1971.
- Мысли в пути. — М., 1977.
- Кто я такой. — М., 1981.
- Всё начинается с детства. — М., 1983.
- Моего ребёнка будут оперировать
- Высокочастотная электрохирургия (монография)

## Память
В июне 2019 года решением Учёного совета Российской медицинской академии непрерывного профессионального образования (РМАНПО), имя С. Я. Долецкого присвоено кафедре детской хирургии РМАНПО.